# هزوارش
هُزوارِش كلمة فارسية تعني الشرح والتفسير والتوضيح والبيان. يقصد بها ترجمة الألفاظ الأرامية بالفهلوية، ويراد بذلك كتابة الكلمات الفهلوية باستعمال مرادفاتها في الأرامية المكتوبة بالخط الأرامي.
قال ابن النديم في الفهرست: «وكتابة الرسائل على ما جرى به اللسان وليس فيها نقط ويكتب بعضها بلغة السريانية الأولة التي يتكلم بها أهل بابل ويقرأ بالفارسية وعدد حروفها ثلاثة وثلاثون حرفا يقال لها نامه دبيريه وهام دبيريه وهي لسائر أصناف المملكة خلا الملوك فقط وهذا مثالها وكتابة أخرى يقال راز سهريه كانت الملوك تكتب بها الأسرار مع من يريدون من سائر الأمم وعدد حروفها وأصواتا أربعون حرفا ولكل واحد من الحروف والأصوات صورة معروفة وليس فيها شيء من اللغة النبطية ولهم كتابة أخرى يقال لها راس سهريه يكتب بها المنطق والفلسفة وهي أربعة وعشرون حرفا وفيها نقط ولم تقع إلينا ولهم هجاء يقال له زوارشن يكتبون بها الحروف من موصول ومفصول وهو نحو ألف كلمة ليفصلوا بها بين المتشابهات مثال ذلك أنه
من أراد أن يكتب كوشت وهو اللحم بالعربية كتب بسرا ويقرأه كوشت على هذا المثال وإذا أراد أن
يكتب تان وهو الخبز بالعربية كتب لهما ويقرأه نان على هذا المثال وعلى هذا كل شيء أرادوا أن يكتبوه
إلا أشياء لا يحتاج إلى قلبها تكتب على اللفظ.»
| رسم فكري هزوارشي بالخط الأرامي | ترجمة فهلوية | لفظ أرامي | ترجمة عربية |
| ------------------------------ | ------------ | --------- | ----------- |
|                                | سَک           | كَلبَ       | كلب         |
|                                | گوشت         | لَحمَ       | لحم         |
|                                | شاه          | مَلكَ       | ملك         |